# Main Street to Broadway
Main Street to Broadway is een Amerikaanse filmkomedie uit 1953 onder regie van Tay Garnett.

## Verhaal
Een toneelschrijver maakt in New York kennis met een meisje uit Indiana. Zij heeft haar acteerambities opgeborgen en wil terugkeren naar huis. Op zoek naar inspiratie reist de schrijver met haar mee. Als hij terugkeert naar Broadway, blijft zij achter bij een plaatselijke zakenman.

## Rolverdeling
| Acteur               | Personage            |
| -------------------- | -------------------- |
| Tommy Morton         | Tony Monaco          |
| Mary Murphy          | Mary Craig           |
| Agnes Moorehead      | Mildred Waterbury    |
| Herb Shriner         | Frank Johnson        |
| Rosemary DeCamp      | Mevrouw Craig        |
| Clinton Sundberg     | Harry Craig          |
| Tallulah Bankhead    | Tallulah Bankhead    |
| Ethel Barrymore      | Ethel Barrymore      |
| Lionel Barrymore     | Lionel Barrymore     |
| Gertrude Berg        | Buurvrouw van Tony   |
| Shirley Booth        | Shirley Booth        |
| Louis Calhern        | Louis Calhern        |
| Leo Durocher         | Leo Durocher         |
| Faye Emerson         | Faye Emerson         |
| Oscar Hammerstein II | Oscar Hammerstein II |